# Tohvri (Hiiumaa)
Tohvri is een plaats in de Estlandse gemeente Hiiumaa, provincie Hiiumaa. De plaats heeft de status van dorp (Estisch: küla). In 2000 had Tohvri nog één inwoner; in 2011 had het dorp helemaal geen inwoners meer. Ook bij de volkstelling van 2021 werden geen inwoners meer aangetroffen.
Tot in oktober 2017 behoorde Tohvri tot de gemeente Emmaste en sindsdien tot de fusiegemeente Hiiumaa.

## Ligging
De plaats ligt op de zuidwestpunt van het eiland Hiiumaa. Ten noorden van Tohvri ligt de baai Vanamõisa laht. De omgeving van de baai is onder de naam Vanamõisa lahe hoiuala een beschermd natuurgebied. Delen van de dorpen Hindu, Külama, Sepaste, Tohvri en Vanamõisa vallen daaronder.

## Geschiedenis
Tohvri werd voor het eerst vermeld in 1622 onder de naam Nena Stoffer, een boerderij op het landgoed van Großenhof (Suuremõisa). In 1648 heette ze Sörro Nenna Toffer, in 1684 Topfere Knut. Vanaf 1796 lag ze op het landgoed van Emmast (Emmaste). In 1798 droeg de boerderij de naam Tofri. Pas in het begin van de 20e eeuw werd Tohvri een dorp.
Zowel in de Eerste als in de Tweede Wereldoorlog kreeg Tohvri kustverdedigingswerken. Van de gebouwen die zijn neergezet onder de Sovjetbezetting van 1940-1941 is een deel bewaard gebleven. De barakken voor het Rode Leger zijn vanaf 1966 nog enige tijd gebruikt als verpleeghuis.
Tussen 1977 en 1997 maakte Tohvri deel uit van het buurdorp Sõru.